# سان كيريكو نوفو
سان كيريكو نوفو (بالإيطالية: San Chirico Nuovo)‏ هي بلدية في مقاطعة بوتنسا في إقليم بازيليكاتا الإيطالي.

## السكان
في سنة 1861 بلغ عدد السكان 2٬400 نسمة، وتطور العدد ليصل في سنة 2011 لـ 1٬475 نسمة.
يظهر هذا المخطط البياني تطور النمو السكاني لـ سان كيريكو نوفو